# François-Joseph Westermann
Pour les articles homonymes, voir Westermann.
François-Joseph Westermann, né le 5 septembre 1751 à Molsheim (Alsace), guillotiné le 5 avril 1794 à Paris, est un général de brigade de la Révolution française, resté célèbre pour les atrocités qu'il fit commettre lors de la guerre de Vendée.

## Biographie
D'origine incertaine, sa date de naissance varie entre 1751 et 1765 selon les sources. Il est fils d'un procureur, petit-fils de Jacobée Westermann, fournisseur de l'armée en chevaux.
Il s'engage dans un régiment de cavalerie, qu’il quitte peu après en 1773 pour la gendarmerie. Il est sans emploi lorsque débute la Révolution dont il embrasse la cause en venant à Paris en 1789, puis en fréquentant les Jacobins d'Alsace, qui le font nommer en 1790 greffier de la municipalité de Haguenau.
De retour à Paris, il prend part à la Journée du 10 août 1792 en prenant la tête de la garde-nationale du Faubourg-Saint-Antoine, et est le premier à forcer l'entrée aux Tuileries en plaçant des canons devant toutes les portes, puis en massacrant les gardes suisses. Il est nommé adjudant-général par le Conseil exécutif dont le chef était Danton qui l'envoie, après les massacres de septembre, en mission secrète auprès de Dumouriez à l’armée du Nord. Arrêté après la trahison de celui-ci, il vient protester devant la Convention et est relaxé le 4 mai 1793.

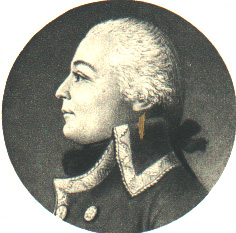
Portrait du général Westermann, physionotrace de Gilles-Louis Chrétien.

Nommé général de brigade le 15 mai 1793 (26 floréal de l'an I), il est aussitôt affecté comme commandant en chef de l’armée des côtes de La Rochelle. Le 18 juin 1793 (30 prairial de l'an I) pourtant, c’est Marat qui, à la Convention nationale, le dénonce comme « agent de Dumouriez » et pour « ses exactions en Belgique, pour soulever les Belges contre nos armées et anéantir leur réunion ».
En Vendée, il se montre implacable et pratique une politique de terreur à l'égard des contre-révolutionnaires. Le 20 juin 1793 (2 messidor de l'an I), avec 4 000 hommes, il prend d'assaut Parthenay, que défendait Lescure avec 5 000 Vendéens. Il réussit de même le 3 juillet (15 messidor de l'an I) à prendre Châtillon, après la bataille du Moulin aux chèvres. Il participe aussi, avec des fortunes diverses, aux combats de Châtillon le 8 octobre (17 vendémiaire de l'an II), d'Entrammes le 25 octobre (4 brumaire de l'an II), d'Antrain le 18 novembre (28 brumaire de l'an II), de La Flèche le 8 décembre (18 frimaire de l'an II) et du Mans le 12 décembre (22 frimaire de l'an II). Après la bataille de Savenay, du 23 décembre (3 nivôse de l'an II), il aurait écrit une lettre contenant le passage suivant, resté célèbre quoique Alain Gérard, du Centre vendéen de recherches historiques, attribue ce passage à l'invention d'un historien légitimiste :

« Il n’y a plus de Vendée, citoyens républicains. Elle est morte sous notre sabre libre, avec ses femmes et ses enfants. Je viens de l’enterrer dans les marais et dans les bois de Savenay. Suivant les ordres que vous m'aviez donnés, j’ai écrasé les enfants sous les sabots des chevaux, massacré les femmes, qui, au moins pour celles-là n'enfanteront plus de Brigands. Je n’ai pas un prisonnier à me reprocher. J'ai tout exterminé,,. »

Rappelé ensuite à Paris, et traduit devant le Tribunal révolutionnaire, il est condamné à mort et guillotiné le même jour que les dantonistes.
Lors de son procès, Danton nie être lié à Westermann : « On me parle aussi de Westermann, mais je n’ai rien eu de commun avec lui ; je sais qu’à la journée du 10 août, Westermann sortit des Tuileries, tout couvert du sang des royalistes, et moi je disais qu’avec 17 000 hommes, disposés comme j’en aurais donné le plan, on aurait pu sauver la patrie. »
Une rue à Pantin ainsi qu'un bateau de croisière sur le Rhin portent le nom de celui qui fut surnommé « le boucher de la Vendée ». Une rue portant son nom à Paris a disparu pour laisser place à l'actuel square du Docteur-Grancher.

## Œuvre
- Général de brigade Westermann, Campagne de la Vendée, Paris, De l'imprimerie, rue du Théâtre-Français, 1793, 42 p. (lire en ligne)

## Au cinéma
- Danton (1983) d'Andrzej Wajda, joué par Jacques Villeret.